# یوسوکه ساکاموتو
یوسوکه ساکاموتو (انگلیسی: Yosuke Sakamoto؛ زادهٔ ۱۲ ژانویهٔ ۱۹۷۴) بازیکن فوتبال اهل ژاپن است.